# Antokyan

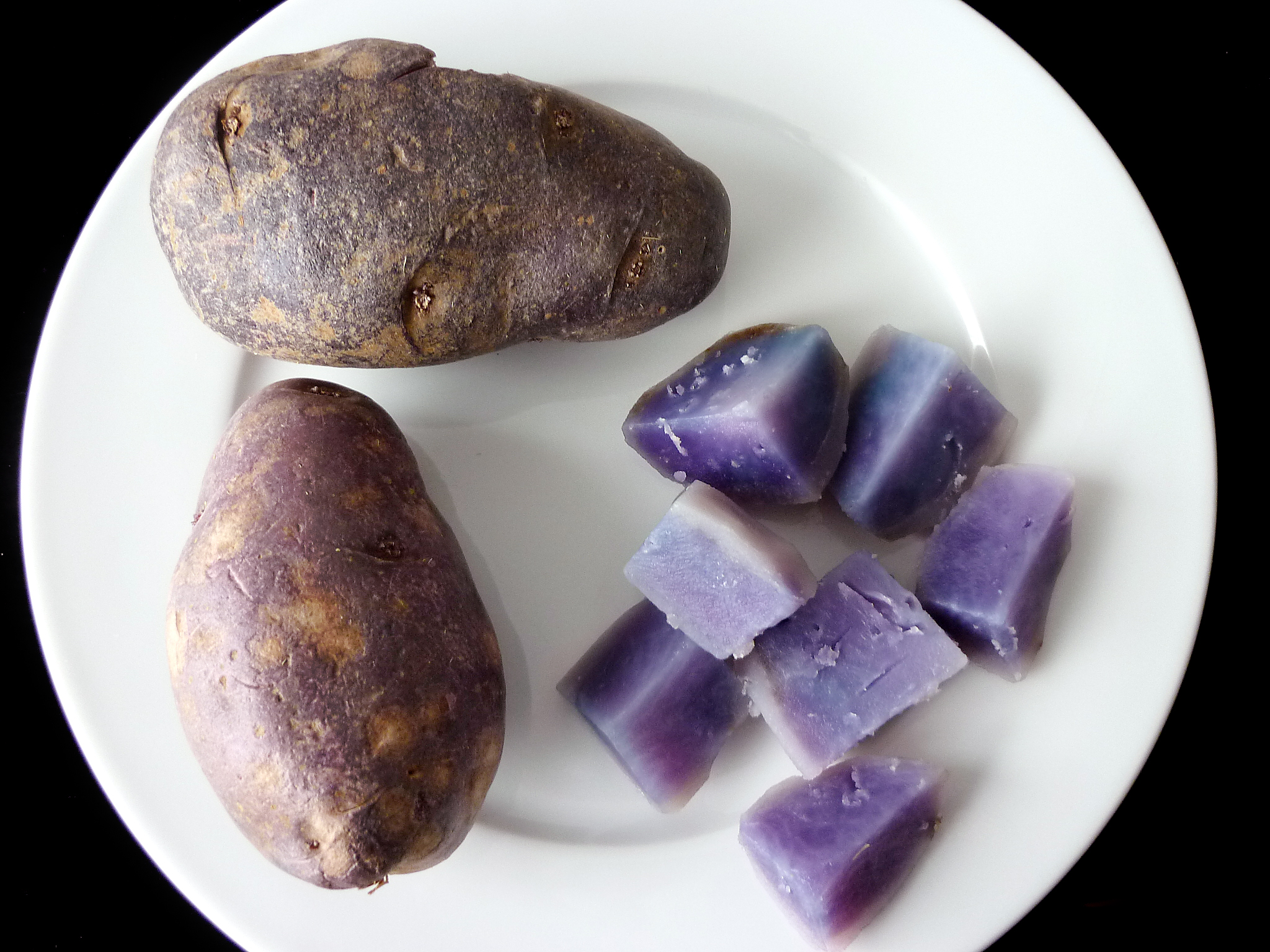
Odrůda brambor obsahující antokyan

Antokyany (z řeckého ἀνθός (ánthos) = květ, κυανός (kyanos) = ocelově modrý) jsou ve vodě rozpustná barviva ve vakuolách některých buněk. Patří ke flavonoidům, v rostlinách se vyskytují ve formě glykosidů, jejich aglykonová (necukerná) část se označuje jako antokyanidin. Barva se mění v závislosti na pH. Kyselé roztoky antokyanů bývají červené, neutrální fialové a zásadité modré.
Antokyany mají značné rozšíření v přírodě. Zbarvují např. modře květy pomněnek, červeně květy máků či růží, dále jsou obsaženy v mnohých plodech (ptačí zob, černý rybíz aj.) v listech (červené zelí) apod.
Změna reakce buněčné šťávy způsobuje u některých rostlin změnu barvy korunních lístků během vývoje květů. U plicníku jsou v poupěti květy červené, při rozkvětu fialové a nakonec, obvykle po opylení, zmodrají. Tyto modré květy již opylovači nenavštěvují (barva květu tak může signalizovat i množství dostupného nektaru). Obdobný jev je možno pozorovat u hadince obecného (Echium vulgare), hrachoru jarního (Lathyrus vernus) či pomněnky bahenní (Myosotis palustris).

## Použití v potravinách
Používá se jako potravinové barvivo s označením E163. Jedná se o bezpečné aditivum, u kterého nejsou známy nežádoucí vedlejší účinky. V České republice je zakázáno její použití pouze v dětské výživě.

### Přítomnost v potravinářských výrobcích
Jako barvivo se používá v nealkoholických i alkoholických nápojích červené barvy, jako jsou džusy, sirupy i víno, v mléčných výrobcích, zmrzlinách a dalších sladkostech i zavařeninách, typicky s příchutí jahod, borůvek, malin nebo černého rybízu.